# Боснийская церковь
Босни́йская церковь (сербохорв. Crkva bosanska / Црква босанска) — самостоятельная церковная организация в средневековой Боснии.
Появилась в конце XII века, окончательно сформировалась в середине XIII века, прекратив существование с завоеванием Боснии турками в XV веке. Учение церкви было близко к богомильству. С течением времени отошла от первоначального богомильства. Действовала по всей Боснии, осознавала себя как «боснийская церковь». При этом в переписке римских пап, связанной с боснийскими еретиками, «боснийская церковь» никогда не упоминалась.

## История

### Предпосылки
Первой известной церковной организацией, действовавшей на территории Боснии с конца XI века, была католическая Барская архиепископия. Позднее Босния непродолжительное время находилась под управлением Сплитской митрополии. При этом Босния в тот период могла находиться и под восточнохристианским влиянием. В конце XII века боснийский бан Кулин чтобы ослабить влияние хорвато-венгерского духовенства перешёл под управление Дубровницкой архиепископии. В это время в Боснии объявились первые еретики, пришедшие из Далмации. Католическая церковь подозревала их в причастности к патаренству, Кулин был обвинён в пособничестве. В 1203 году посланный в Боснию папский легат взял письменное обязательство со стороны Кулина, боснийского духовенства и дубровницкого архидьякона следовать католицизму. В 1220 году православные приходы на территории Боснии были оформлены в Дабарскую епархию Святым Саввой. В 1232 году для упрочения учения католической церкви местного епископа заменили иностранцем, который был вынужден уехать в Славонию в 1239 году. На борьбу с ересью в Боснию прибыли доминиканцы, а в XIV веке и францисканцы.

### История церкви

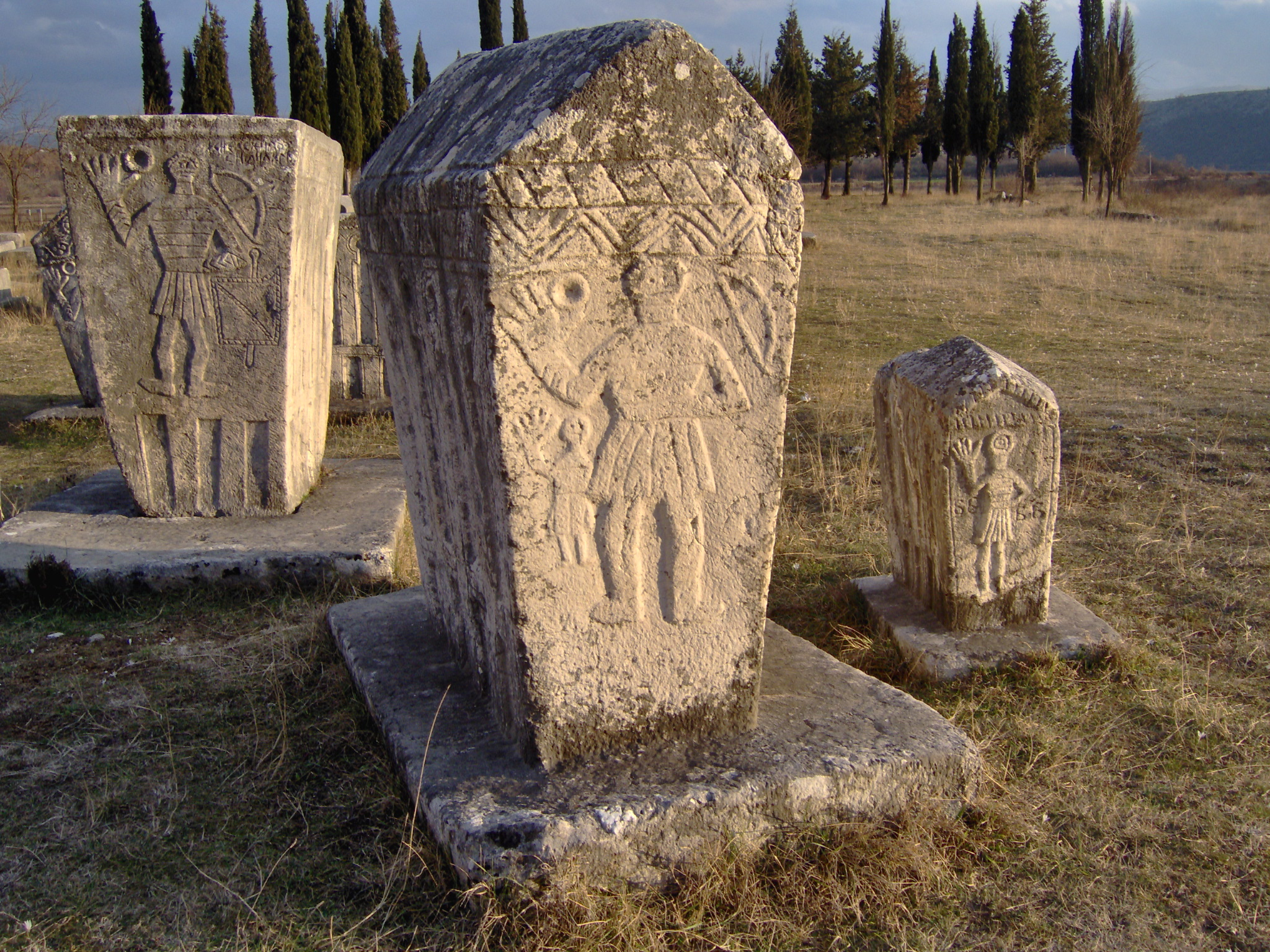
Стечки — надгробия богомилов, в большом количестве сохранившиеся в Боснии и Герцеговине

В оппозиции католицизму возникла боснийская церковь, представители которой называли себя «добрыми людьми», «добрыми босняками». Отсутствие земельной собственности у церкви способствовало могуществу светской знати: это отличало Боснию от Сербии, где церковь была крупнейшим земельным феодалом и являлась опорой королей в централизации государства. Вместе с тем, в Боснии существовали земельные владения католической церкви. Боснийская церковь отстаивала самостоятельность Боснии от венгерских королей. Католическая церковь руками вооружённых венгерских феодалов организовывала многократные крестовые походы (с 1234 года по XIV век) против боснийской ереси, отправляла в Боснию инквизиторов.
И католическая, и православная церкви предали анафеме боснийскую церковь. Сербский синодик православия называл приверженцев этой церкви «злыми еретиками, проклятыми бабунами». При этом Римская курия и духовенство Хорватии и Далмации называли боснийских еретиков «патаренами», как и в Ломбардии. Еретики во время крестовых походов становились источником пополнения боснийской работорговли. Так, после крестового похода 1248 года в рабство было уведено несколько тысяч еретиков, которые были впоследствии проданы на европейских рынках.
Боснийская церковь оставалась в стране господствующей с середины XIII до во второй половине XV века, когда Босния была завоёвана турками. Приверженцы церкви, накануне завоевания Боснии турками, в 1459—1460 годах были принудительно обращены в католичество, а сама церковь фактически уничтожена Римской курией.

## Иерархия и учение
См. также статью Список дедов Боснийской церкви

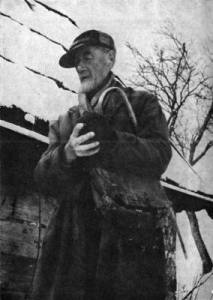
Художник Л. Дрляча считал себя последним боснийским богомилом

Церковь возглавлял «дед» (епископ). «Баталово Евангелие» 1393 года содержит имена, которые исследователь А. В. Соловьёв интерпретировал как список дедов боснийской церкви. Ниже деда иерархически располагались «гости». Основу церкви составляли «крестьяне» — патаренские монахи, которые жили общинами и придерживались аскетического образа жизни. Возможно, церковь подражала апостольской иерархии (гостям, стройникам и старцам соответствовали пресвитер, диакон, анагност). Совет деда состоял из 12 стройников. Духовенство проживало в монастырях (серб. хижа), возглавляемых гостем. Монастыри существовали в центральной Боснии и рядом расположенных районах, однако в Боснии они до сих пор не найдены. Эта организация не являлась государственной церковью средневековой Боснии. Остальные приверженцы могли заводить семью и уклоняться от постов, их обязанностью было участие в церковных молитвах.
Богослужение церкви, лишённое обрядности, напоминало богослужение богомилов, но, в отличие от последних, патарены Боснии отмечали христианские праздники, почитали святых, совершали молитвы об умерших. Богослужение, в отличие от католической церкви, осуществлялось на славянском языке. Церковь состояла из местных священнослужителей, не имела земельных владений со своими крестьянами, не взимала десятину. Приверженцами боснийской церкви были как крестьяне, так и знать с боснийскими банами. Короли Боснии, будучи католиками, не отрекались от боснийской церкви. Так например, бан Степан Котроманич (ум. 1353), исповедуя католицизм, имел хорошие отношения с последователями боснийской церкви.
Как отмечал современник, семья боснийских богомилов по фамилии Хележ, проживавшая в горной деревушке Дубочаны в Герцеговине и в 1867 году перешедшая в ислам, была «последним приверженцем богомильского безумия».

## Рукописи

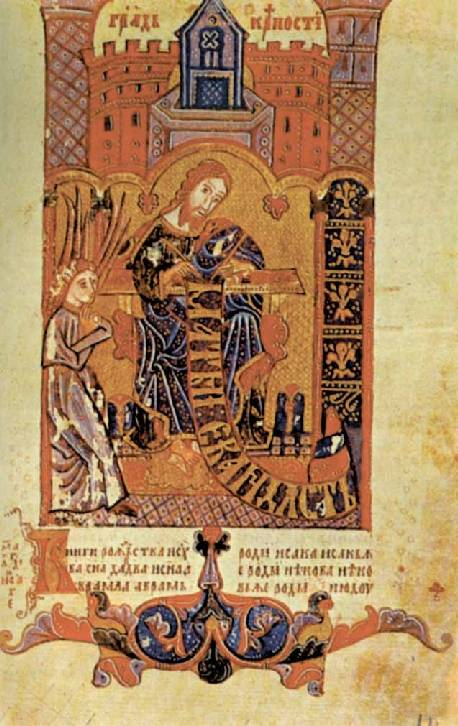
«Хвалов сборник»

От литературы, созданной боснийской церковью, уцелели три сборника, четыре книги Апостолов и 13 четвероевангелий. Все рукописи боснийской церкви, за исключением Чайничского Евангелия, хранятся за пределами Боснии: в России, Сербии, Ватикане, Италии, Хорватии, Македонии, Словении и Ирландии. Среди них — фрагмент старейшего евангелия XIII века. Глаголические фрагменты апостолов Михановича и Гршковича, относящиеся к концу XII века. Сплитский фрагмент миссала, относящийся к XIII веку. Монтепрандонский фрагмент трактата против боснийской ереси. Ряд евангелий сохранились благодаря тому, что были приспособлены к богослужению Сербской православной церкви, среди них Дивошево, Вруточское, Никольское, Припковичево и Копитарево евангелия. Среди исчезнувших рукописей: Белградское и Даничичево третьи евангелия, сгоревшие с Национальной библиотекой во время бомбардировок Белграда в 1941 году; утрачено и Сречковичево евангелие. Из сохранившихся сборников — «Хвалов сборник» 1404 года и Венецианский сборник, содержащие книги Нового завета, включая апокрифы, и Десять заповедей.
Среди прочих рукописей: завещание гостя Радина 1466 года, «Баталово Евангелие» 1393 года, рукопись Радослава, письмо деда 1404 года, рассказывающее о споре между Павлом Клешичем и королём. Некоторые из евангелий богато иллюстрированы. К зарубежным источникам, описывающим боснийскую ересь, относятся папские документы после 1440 года.

## Вопрос о происхождении и характере церкви
Природа боснийской церкви является предметом споров в научной литературе; большинство историков сходятся во мнении, что учение боснийской церкви является еретическим и принадлежит к патаренству (История Югославии, 1963). Югославские историки В. Глушац и Б. Петранович считали боснийскую церковь изначально православной, и впоследствии испорченной еретическим учением. Я. Шидак считал её изначально католической, сохранившей кирилло-мефодиевские истоки. В этом случае боснийская церковь рассматривается как первая в истории Европы протестантская церковь. Преобладает точка зрения историков Ф. Рачки и А. Соловьева, согласно которой боснийская церковь изначально была еретической (богомильской).

### «Богомильская концепция»
В исторической науке существует представление, известное как «Богомильская концепция», о связи богомильства с последующей исламизацией Боснии и Герцеговины после завоевания её турками в XV веке. При этом утверждается, что богомильство, отличное от сербского православия и хорватского католицизма, подготовило почву для добровольного принятия ислама населением страны. Эта концепция богомильского происхождения исламизации Боснии и Герцеговины долгое время была доминирующей в литературе, подвергалась критике историками социалистической Югославии — Г. Чубриловичем и Я. Шидакой.
До образования Югославии в 1918 году в оккупированной (с 1878 года), а позднее и аннексированной Боснии и Герцеговине предпринималась попытка построения «боснийской нации» на основе мусульманской части населения. При этом мусульмане провозглашались наследниками средневековой богомильской традиции.